# Enrique Dintrans
Enrique René Dintrans Ávila (Santiago, 30 de julio de 1914 - ibídem, 2 de diciembre de 1965) fue un político y médico chileno, conocido como el "médico de los pobres". Militante de la Democracia Cristiana.

## Biografía
Se casó en 1937 con Elsa Schafer Larramendi, con quien tuvo 14 hijos. Comenzó a ejercer como médico en 1938 en la localidad de Coinco. En 1944 se trasladó a vivir y ejercer su profesión a la ciudad de Rancagua.
Fue Regidor en la ciudad de Rancagua en diversos períodos, falleciendo, de hecho, ostentando tal calidad. Se desempeñó como Alcalde de Rancagua entre 1960 y 1961. Fue Presidente y fundador de la Academia de Profesionales y Universitarios Católicos.
Entre sus obras están la Posta Antialcohólica, y los consultorios periféricos en Rancagua. También fue Presidente de los Centros de Padres de los colegios Instituto O'Higgins y Sagrado Corazón de Rancagua.
- Datos: Q5799125